# Bergnäsets Allmänna Idrottsklubb
O Bergnäsets AIK é um clube de futebol da Suécia. Sua sede fica localizada em Lula.